# Carinigera schuetti
Carinigera schuetti is een slakkensoort uit de familie van de Clausiliidae. De wetenschappelijke naam van de soort is voor het eerst geldig gepubliceerd in 1962 door R. Brandt.